# Ежи (Советский район)
Ежи — деревня в Советском районе Кировской области России. Входит в Колянурское сельское поселение.
Расположена на левом берегу реки Коньга в 30 км к югу от Советска. С запада к деревне примыкает деревня Шокшата, в 1 км к востоку находится деревня Набока-Дуброва.

## Население
| 2010 |
| ---- |
| 4    |

В 2002 было 5 жителей (2 мужчин и 3 женщины).

## История
Деревня известна со второй половины XIX века, сначала под названием Ежги, позже Ежов или Ежи, затем только Ежи.
Не менее двенадцати жителей деревни погибли или пропали без вести в годы Великой Отечественной войны.